# Симпатија (албум Драгане Мирковић)
Симпатија је шести албум Драгане Мирковић, издат је 1989. године.
Један од најнаграђиванијих албума у каријери. Захваљујући насловној песми „Симпатија” добила је Оскар популарности за „Песму 1989. године”, истоимена песма је Драгани у jануару донела прво место на Поселу Године. Поред насловне песме, издвојиле су се иː „Нема среће без тебе”, „Ватра”, „Довиђења, мило моје”, „Чекај ме још мало”. Песма „Кад су цветале трешње” се сматра најтежом, док је „Сто ћу чуда учинити”, постала огроман хит и спада у групу Evergreen песама.

## Списак песама
1. Симпатија 
(М.М. Илић - М. Јанковић)
2. Схватила сам све 
(М.М. Илић - Д. Ћосић)
3. Нема среће без тебе 
(М.М. Илић - Д. Јетула)
4. Нећу да живим без тебе 
(М.М. Илић - Д. Јетула)
5. Сто ћу чуда учинити 
(М.М. Илић - М. Радомировић)
6. Ватра 
(М.М. Илић - М. Радомировић)
7. Довиђења, мило моје 
(М.М. Илић - Д. Јетула)
8. Чекај ме још мало 
(М.М. Илић - М. Радомировић)
9. Кад су цветале трешње 
(М.М. Илић - З. Живановић)

Аранжманиː М.М. Илић, С. Бојић, П. Здравковић